# Университет имени Эдуарду Мондлане
Университет имени Эдуарду Мондлане (порт. Universidade Eduardo Mondlane) — старейший и крупнейший университет в Мозамбике. Расположен в Мапуту. Около 8000 студентов.
Основан в 1962 году в Лоренсу-Маркиш, столице Португальской Восточной Африки под названием Общие университетские курсы Мозамбика (порт. Estudos Gerais Universitários de Moçambique). В 1968 году был переименован в Университет Лоренсу-Маркиш. После обретения Мозамбиком независимости столица была переименована в Мапуту, а университет получил имя Эдуарду Мондлане, в честь лидера ФРЕЛИМО.